# Хабибуллах Джан Джанан аль-Мазхар
Шейх Хабибуллах Джан Джанан аль-Мазхар (1701—1781) — ученый ханафитского мазхаба, духовный наставник — муршид, является 28-м духовным звеном в золотой цепи преемственности шейхов тариката Накшбандийя. Является также шейхом Кадирийского, Сухревердийского, Чиштийского тариката.
Он был потомком рода Мухаммада бин Али аль-Ханафиййа, сына Али. Все его деды, как со стороны отца, так и со стороны матери, были аулия или имели качества праведников. Шейх Мирза Мазхар Джан Джанан воспитал около пятидесяти преемников. Однако больше всего внимания, несомненно, уделяется занявшему место шейха Мирзы его ученику Абдуллаху Дехлеви.

## Внешность
Он был высокого роста, со слегка округлым лицом, кожа его была золотисто-жёлтой, борода — чёрной, а сам он был очень дружелюбен и приятен собой. Несмотря на своё дружелюбие, он выглядел весьма внушительно.

## Биография
Родился он в 1701 году, Мирза по прозвищу «Шамсуддин» и «Хабибуллах». Быть может оттого, что он очень желал предстать перед своим Господом шахидом, его прозвали «Мазхар джан джанан».
Ещё в раннем детстве он изучает Коран и получает основные исламские знания. Если взять во внимание тот факт, что в момент смерти его шейха Нура Мухаммада Бедаюни ему было около двадцати двух лет, то становится очевидным, что он встал на путь тасаввуфа в возрасте примерно восемнадцати лет. Также становится понятным, насколько активным был его путь духовного становления и совершенствования, который он проходит под наставничеством своего шейха. И даже после смерти своего шейха он не перестает духовно работать над собой, поэтому поступает на службу к другим шейхам, получая фейз от них. Среди тех, от кого он взял фейз, были Мухаммад Афдал, Хафиз Садуллах и Мухаммад Абид Семани.
После двадцатилетнего служения и смерти всех своих шейхов он, наконец, и сам вступает на место духовного наставника, где остаётся на протяжении тридцати лет.
«Первый уровень праведности и праведные знания я получил у своего шейха Сейида Мухаммада Нура. Семи истин и различных духовных состояний я достиг у Мухаммада Абида за семь лет. За это время я удостоился разрешения быть наставником Кадирийского, Чиштийского и Сухревердийского тарикатов»
Шейху Мирзе нравился аскетичный образ жизни. Поэтому он не принимал материальной помощи ни от одного богатого человека. И так же, как он сам отстранялся от мирского, того же требовал от своих мюридов. И, несмотря на то, что у него были и богатые мюриды, он не просил построить ему текке или дом. Он был в высшей степени привязан ко всем шейхам золотой цепи. Это была сердечная привязанность. Особенно сильно он любил Имама Раббани.
«Все, что постиг я и приобрел на этом пути, приобрел благодаря любви к шейхам».
Почитание тариката и тасаввуфа он приравнивал к почтению шариата, а склонность к тарикату он объяснял как: «Преобладание в сердце человека любви к Господу». Тарикат для него был не просто зикром, так как зикр — это то, что повелевалось каждому. Открытие ока сердца возможно лишь через множественное совершение зикра. Целью зикра является понимание смысла зикра. Следующей целью зикра является приобретение прекрасной нравственности, так как прекрасная нравственность является сутью пути. Ведь Пророк Мухаммад говорил: «Я был послан лишь для того, чтобы завершить прекрасную нравственность».

## Его смерть
В последние годы своей жизни о тех благах и почестях, которыми наделил его Аллах, он говорил: «Не осталось ничего из желаемого мной. Я удостоился бесчисленных даров Аллаха. Он удостоил меня чести быть истинным мусульманином. Наделил меня глубокими знаниями. Наделил способностью совершать благие поступки. Наделил тем, что сделало меня шейхом: тасарруф, карамат и кашф. Но мне не дана была возможность стать шахидом в традиционном понимании. Быть шахидом — это очень высокая степень близости к Аллаху. Большинство наших шейхов испили чашу шахидов. Я же очень слаб, и нет у меня сил для джихада. Поэтому вероятность того, что я, будучи таким пожилым, стану шахидом, очень мала». Всевышний Аллах удовлетворил его страстное желание стать шахидом, удостоив этой чести, принял его ду’а и вознес на уровень шахидов. 7 Мухаррама 1195 (2 Января 1781) года в дверь шейха постучали. Его мюрид открыл дверь и сказал, что пришли люди, которые хотят увидеть шейха. Но это были идолопоклонники из моголов, которые пришли убить шейха. Один из них спросил: «Ты шейх Мирза?».
Услышав утвердительный ответ, могол вынул кинжал и вонзил его рядом с сердцем шейха. Шейх от удара кинжалом упал на землю. Все посчитали, что он мертв. А нападавшие успели скрыться. Узнавший о случившемся Бахав Хан сразу же посылает за доктором, но шейх отказался от его услуг. И сказал: «Если совершившие это будут найдены, я прощаю им».
Он прожил ещё три дня. С каждым днем силы покидали его. И вот, на утро третьего дня он подозвал находящихся рядом к себе и сказал: «Мне осталось совершить одиннадцать намазов.
Тело мое истекает кровью. У меня уже нет сил, чтобы поднять голову. Настоящие факихи говорят, что тот, у кого нет сил приподнять голову с постели, может совершать намаз движениями глаз и бровей, а что думаете по этому поводу вы?» Находящиеся рядом отвечали: «То, что говорят ученые, уважаемый шейх, весьма ясно, а ваше положение очевидно».
Когда наступило время совершения полуденного намаза, он начал читать суру аль-Фатиха.
Закончив чтение суры, он спросил: «Сколько осталось до захода солнца?» Было ясно, что он больше не мог терпеть страшной боли. Когда ему сказали, что до захода солнца ещё долго, он сказал: «Значит, до вечернего намаза ещё далеко». А когда приближался вечер, его чистая душа вознеслась к небу.

#### Его отношение к смерти
Он был долгожителем среди шейхов. Так как он не имел связи с мирским, то не испытывал страха перед смертью. Он говорил: «Я поражаюсь тем, кто не любит смерти. Ведь смерть — это встреча с Аллахом. Это посещение Досточтимого Пророка. Встреча с аулия. Встреча с людьми, которые дороги. Я искренне скучаю по великим людям ислама. Если б вы знали, как я желаю уйти к Мухаммаду Мустафе и Ибрахиму Халилюр-рахман…»
После его смерти один из шейхов увидел сон, что «целая половина Корана уходит в небеса, а в религии наступает некоторый застой». Абдуллах Дехлеви, который займет потом место шейха Мирзы, растолковал этот сон, приведя слова самого шейха: «После нас в этом тарикате будет тяжело достичь высоких макамов, и, как бы последователи тариката ни поднимались высоко в своих состояниях, но макама „вилайат“ они не смогут достичь».
Это, конечно же, не означало ничего категорического. Это, быть может, означало некоторый период времени после смерти шейха Мирзы. Ведь периоды духовного наставничества Абдуллаха Дехлеви и его преемника Мавляны Халида Багдади стали в истории тариката самыми благодатными. Быть может, самыми благодатными годами Накшибандийя с точки зрения развития тариката и воспитания в нём величайших наставников.
Слова шейха Мирзы были очень точными, а взгляд оказывал действие на окружающих. Так, рассказывается, что однажды одного его взгляда хватило, чтобы свалить с ног насмехавшегося над ним невежду. Свалившийся с ног стал биться на земле, подобно рыбе, выловленной из воды. Его дыханье спёрло, и он взмолился, обращаясь к шейху: «Простите меня, о шейх, ради Аллаха». Протянув ему руку, шейх Мирза погладил его с состраданием по голове, и человек успокоился.

## Золотая цепь преемственности Накшбандийского тариката
- Пророк Мухаммад
- Абу Бакр Ас-Сыддик
- Салман Аль-Фариси
- Касим бин Мухаммад
- Джафар Ас-Садик
- Абу Язид Аль-Бастами
- Абульхасан Аль-Харкани
- Абу Али Фармади
- Юсуф Хамдани
- Абдульхалик Гуджувани
- Ариф Ривкири
- Махмуд Фагнави
- Али Рамитани
- Мухаммад Баба Симаси
- Амир Кулаль
- Бахауддин Накшбанди
- Аляуддин Аттар
- Якуб Чарахи
- Убайдулла Ахрари
- Мухаммад Захид
- Дервиш Мухаммад
- Мухаммад Амканаки
- Мухаммад Бакий
- Имам Раббани
- Мухаммад Масум
- Сайфуддин Серхинди
- Мухаммад Бадавини
- Джан Джанан аль-Мазхар

- 1) Пророк Мухаммад
- 2) Абу Бакр Ас-Сыддик
- 3) Салман Аль-Фариси бин Муса
- 4) Касим бин Мухаммад бин Абу Бакр
- 5) Джафар Ас-Садик
- 6) Абу Язид Аль-Бастами
- 7) Абульхасан Аль-Харкани
- 8) Саййид Абу Али Аль-Фармади
- 9) Юсуф Хамдани
- 10) Абдульхалик Аль-Гуджувани
- 11) Ариф Ар-Ривкири ибн Исмаил
- 12) Махмуд Инджир Фагнави
- 13) Али Рамитани
- 14) Мухаммад Баба Ас-Симаси
- 15) Сайид Амир Кулаль
- 16) Бахауддин Мухаммад Накшбанди Аль-Бухари
- 17) Аляуддин ибн Мухаммад Атари Мухаммад ибн Мухаммад Аль-Бухари
- 18) Сайид Якуб Аль-Чарахи
- 19) Убайдулла Аль-Ахрари
- 20) Мухаммад Захид Ас-Самарканди
- 21) Дервиш Мухаммад
- 22) Хаваджа Мухаммад Аль-Амканаки
- 23) Мухаммад Аль-Бакий
- 24) Ахмад Ас-Серхинди Аль-Фаруки
- 25) Мухаммад Масум
- 26) Сайфуддин Абубаракат Ахмад
- 27) Мухаммад Бадавини Сайид Нур
- 28) Хабибуллах Джан Джанан аль-Мазхар
- 29) Абдуллах Дахляви
- 30) Мухаммад Халид Зияуддин Багдади[3]
- 31) Абдуллах Муджавиру фи балядилЛях (аль-Макки)
- 32) Мухаммад Мустафа Исмет ГарибулЛах
- 33) Халиль НурулЛах Заграви
- 34) Али Риза аль-Баззаз
- 35) Али Хайдар Ахисхави
- 36) Махмуд Устаосманоглу аль-Уфи